# Wroni Koniec
Wroni Koniec – część wsi Topola w Polsce, położona w województwie świętokrzyskim, w powiecie kazimierskim, w gminie Skalbmierz.
W latach 1975–1998 Wroni Koniec administracyjnie należał do województwa kieleckiego.